# ゴショ・ギンチェフ
ゴショ・ギンチェフ（Gosho Ginchev、1969年2月2日 - ）は、ブルガリアの元サッカー選手。元ブルガリア代表。ポジションはディフェンダー。

## 来歴
1989年8月に親善試合でブルガリア代表デビュー。その後出場機会は無かったが、1995年11月に代表復帰、UEFA EURO '96のメンバーにも選ばれた。1998 FIFAワールドカップではグループステージ全3試合に出場した。ブルガリア代表で19試合に出場した。

## 代表歴

### 出場大会
- ブルガリア代表
  - 1998 FIFAワールドカップ

### 試合数
- 国際Aマッチ 19試合 0得点（1989年-1998年）[1]

| ブルガリア代表 | 国際Aマッチ | 国際Aマッチ |
| 年             | 出場        | 得点        |
| -------------- | ----------- | ----------- |
| 1989           | 1           | 0           |
| 1990           | 0           | 0           |
| 1991           | 0           | 0           |
| 1992           | 0           | 0           |
| 1993           | 0           | 0           |
| 1994           | 0           | 0           |
| 1995           | 1           | 0           |
| 1996           | 6           | 0           |
| 1997           | 5           | 0           |
| 1998           | 6           | 0           |
| 通算           | 19          | 0           |